# Ivan Zoch
Ivan Branislav Zoch (Jasenová, 24. lipnja 1843. — Modra, 27. prosinca 1921.), enigmatičar i enigmatski pisac, profesor matematike, fizike i kemije. Zapamćen je i kao glavni urednik prve, nedovršene, Hrvatske enciklopedije. Koristio je pseudonim "Čika Apik".

## Životopis
Zagonetao je devedesetih godina 19. stoljeća. Surađivao je u časopisu Pobratim i drugdje objavljivavši raznovrsne zagonetke: obosmjerne rečenice, premetajne varijacije i druge domišljaljke. Bio je jedan od prvih autora mrežastih zagonetaka na južnoslavenskom prostoru (Pobratim, 1894.).
Objavio je članak o premetaljkama (1893.), a uz ostale odrednice za Hrvatsku enciklopediju (1887. – 1890.) obradio je i teme o akrostihu, anagramima i šaradi. Ivan Zoch je također skladao neke pjesme, učio glazbu, pjevanje i svirao flautu.